# Fonte das Três Bicas
A Fonte das Três Bicas, ou Chafariz no Largo da Misericórdia, é uma fonte monumental de estilo barroco localizada actualmente no largo da Sé, junto à Igreja da Misericórdia de Viseu, em Viseu, Portugal, tendo sido (segundo a inscrição lateral) transferida da Quinta das Bicas onde originalmente se encontrava em 1905.